# Strabane (distrikt)
Strabane var ett distrikt i grevskapet Tyrone i Nordirland. Huvudort för distriktet var Strabane.
I samband med en distriktsreform i Nordirland 1 april 2015 slogs distrikten Derry och Strabane samman till distriktet Derry City and Strabane. 

## Städer
- Castlederg
- Donemana
- Newtownstewart
- Plumbridge
- Sion Mills
- Strabane